# Ливан на зимних Олимпийских играх 1948
Ливан принимал участие в Зимних Олимпийских играх 1948 года в Санкт-Морице (Швейцария) в первый раз за свою историю. Страну представляли 2 спортсмена (оба — мужчины), заявленные на соревнования по горнолыжному спорту. Они не завоевали ни одной медали, причём лишь один их них вышел на старт соревнований.

## Преамбула
Ливанская Республика провозгласила независимость от Франции 22 ноября 1943 года и официально обрела её 24 октября 1945 года. Год спустя, 28 декабря 1946 года, национальным указом № 1350 был учрежден Олимпийский комитет Ливана, который был официально признан Международным олимпийским комитетом 22 ноября 1947 года (по другим данным, основан в 1947 году; зарегистрирован в МОК в 1948 году).

## Горнолыжный спорт, мужчины
В возрасте 23 лет и 253 дня Ибрахим Джааджаа стал первым участником из Ливана на Олимпийских Играх. Джааджаа стартовал в соревнованиях по скоростному спуску и слалому, которые впервые были включены в программу Олимпиад. 2 февраля состоялись соревнования по скоростному спуску, где ливанец был дисквалифицирован вместе с турецким спортсменом Музаффером Демирханом.
5 февраля Джааджаа участвовал в соревнованиях по слалому. В своей первой попытке он финишировал за 2 минуты 49 секунд с 5-секундным штрафом, добавленным к его времени, и занял последнее место среди 66 спортсменов. Во второй попытке он показал более высокий результат, завершив его за 1 минуту 44 секунды без штрафа и заняв 60-е место. Однако его итоговое время — 4 минуты 34 секунды — вывело его на последнее место в соревновании, с семисекундным отставанием от финишировавшего предпоследним испанца Рамона Бланко.
Мунир Итани, который помог основать первый в Ливане лыжный клуб, представлял страну в комбинированном зачете. Однако Итани не стартовал ни в скоростном спуске, ни в слаломе и не показал официальных результатов во время соревнований.
| Спортсмен        | Дисциплина       | 1-я попытка | 1-я попытка | 2-я попытка | 2-я попытка | Итого  | Итого |
| Спортсмен        | Дисциплина       | Время       | Место       | Время       | Место       | Время  | Место |
| ---------------- | ---------------- | ----------- | ----------- | ----------- | ----------- | ------ | ----- |
| Ибрахим Джааджаа | Скоростной спуск |             |             |             |             | DSQ    | -     |
| Ибрахим Джааджаа | Слалом           | 2:49.3*     | 66          | 1:44.8      | 60          | 4:34.1 | 66    |

| Спортсмен   | Слалом  | Слалом  | Слалом | Итого (скоростной спуск + слалом) | Итого (скоростной спуск + слалом) |
| Спортсмен   | Время 1 | Время 2 | Место  | Очки                              | Место                             |
| ----------- | ------- | ------- | ------ | --------------------------------- | --------------------------------- |
| Мунир Итани | -       | -       | -      | DNF                               | -                                 |